# Brimfield (Massachusetts)
Brimfield – miejscowość w hrabstwie Hampden stanu Massachusetts, USA.